# Sestrunj
Sestrunj (italijansko: Sestrugno) je hrvaški otok v Severni Dalmaciji in je del Zadarskega arhipelaga. Leži na severnem delu otočja med Ugljanom  in Dugim otokom. S površino 15,12 km² spada med manjše naseljene otoke na Hrvaškem. Upravnoteritorialno spada pod občino Preko s sedežem na Ugljanu.

## Geografija
Otok, na katerem stojita dva svetilnika, ima površino 15,12 km², dolžina obale meri 29,345 km. Najvišji vrh Sridnji (v starejši literaturi tudi Obručar) doseže višino 185 mnm, in se nadaljuje proti jugovzhodu z dvama nizoma nižjih apnenčastih gričev. Večina otoka prekriva makija in nizek gozd. Na razgibani južni obali sta dva večja zaliva: Dumbočica in Kablin, na severozahodni obali pa Hrvatin. Edino naselje Sestrunj leži v notranjosti otoka. Prebivalci se največ ukvarjajo z ribolovom.
Najbližje mesto na kopnem je Zadar, s katerim je otok poveza s trajektno linijo. Otočani si prizadevajo razviti turizem, pri čemer jim izdatno pomagajo domači izseljenci v ZDA.
V zalivu Kablin je južni sestrunjski pristan s tremi manjšimi okoli 20 m dolgimi pomoli. Globina morja v pristanu je 2,5 m, z zunanje strani pomola, ki je istočasno tudi valobran pa 2 m. Zaliv je odprt za jugovzhodne vetrove, sidrišče, ki pa je zaščiteno samo pred burjo, pa se nahaja okoli 400 m vzhono od pristana.
Severni pristan naselja leži v zalivu Hrvatini in je odprt severnim vetrovom. Plovila tu lahko pristajajo za 20 m dolgim valobranom, kjer je globina morja 2 m, ali pa na kolenastem pomolu pri globini morja 1 m.
Zaliv Dumbočica je nenaseljen južnim vetrovom odprt zaliv, ki ima sidrišče pri globini morja 6 m. Manjša plovila se lahko privežejo za valobranom na manjšem ololi 15 m dolgem pomolu pri globini morja 1,5 m.
Iz pomorske karte je razvidno, da svetilnik, ki stoji v zalivu Kablin, oddaja svetlobni sigmal: Z Bl 3s. Drugi svetilnik, ki stoji na vzhodni strani otoka ob Rivanjskem kanalu, pa oddaja svetlobni signal: B Bl(4) 15s. Nazivni domet svetilnika je 10 milj.

## Zgodovina
Otok se v starih listinah prvič omenja v 10. stol. pod imenom Estuin. Vrsto stoletij je bil v lasti italijanskih fevdalcev, vse dokler ga okoli 30 domačih kmetov ni odkupilo. Na otoku, nad naseljem na griču Gračinica je ohranjenih precej grobov iz obdobja Ilirov, na jugovzhodni strani otoka na griču Gračina pa so ohranjeni grobovi v obliki kamenitih gomil.